# Der Teufel (Tarot)

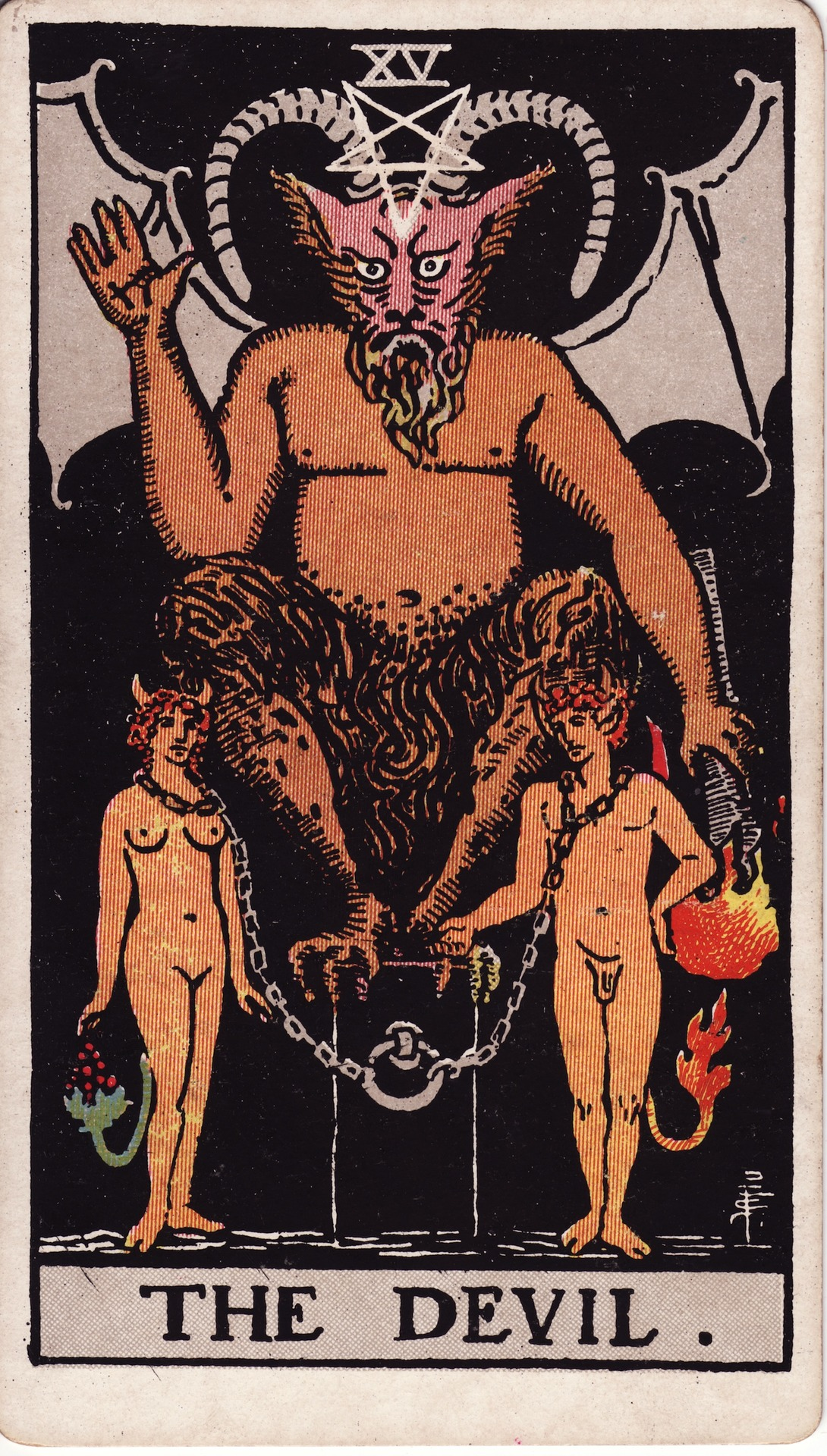
Der Teufel

Der Teufel ist eine der auch große Arkana genannten Trumpfkarten des Tarot. 

## Darstellung
Ein gehörnter und geflügelter Dämon mit Adlerklauen steht auf einem Altar, an dem zwei kleinere Teufel festgebunden sind. In der linken Hand hält er eine Fackel.

## Deutung
Der Teufel symbolisiert das Totale und Widerspruchslose, seine Thematik ist die Macht und die Ohnmacht.
Auf dem Weg des Helden symbolisiert sie die Gewissensprüfung.

## Entsprechungen
- das Tierkreiszeichen Steinbock
- der hebräische Buchstabe ע (Ajin)